# World Awards
Als World Awards werden drei private Auszeichnungen zusammengefasst, die von 2000 bis 2009 aufgrund einer Initiative des österreichischen Journalisten, Unternehmers und PR-Fachmannes Georg Kindel gemeinsam mit dem österreichischen Unternehmer Christian Baha (Geschäftsführer des Hedge-Fonds Superfund) als Sponsor vergeben wurden: der World Award (2000–2004), der Women’s World Award (2004–2009) sowie der Save the World Award (nur 2009).

## Veranstalter und Partner
Alle drei Preise waren Schöpfungen Kindels, der sie gemeinsam mit Baha ins Leben rief. Als erster dieser Preise wurde im Jahr 2000 der World Award initiiert, der Generalsponsor des zweiten World Award 2001 in der Wiener Hofburg, war Alfred Inzinger mit seinem Energy-Drink Power Horse.  2004 löste der Women’s World Award den bis dahin nur an Männer vergebenen World Award ab. 2009 verliehen Kindel und Baha zudem den Save the World Award.
Kindel leitete auch die Veranstaltungsorganisation World Awards Media mit Sitz in Wien und New York, die spezialisiert war ausschließlich auf die Produktion von nationalen und internationalen Preisverleihungen und die World Awards plante und produzierte. Im November 2009 wurde die Liquidation der Firma beschlossen.
Neben Kindels Firma wurde die Vergabe der Preise durch die Unterstützung verschiedener Unternehmen ermöglicht, Hauptsponsor aller drei Preise im Jahr 2009 war die Superfund Asset Management GmbH.
Die Veranstalter gewannen für die Vergabe ihrer Preise durch Sponsoring eine aus namhaften Personen zusammengestellte Jury, als deren Präsident Michail Gorbatschow fungierte, als Vorsitzender agierte Georg Kindel selbst. Für den World Award, den Women’s World Award und den Save the World Award bestand dieses Gremium aus denselben Personen. Namen, die in diesem Zusammenhang von Kindel als Jury-Mitglieder genannt wurden, waren Personen aus den Bereichen Kunst, Kultur, Wirtschaft, Sport, Medien und der Geschäftswelt, darunter Michael Douglas, Richard Branson, Waris Dirie und Stella Deetjen.

## World Award

### Geschichte
Der World Award war im Jahr 2000 der erste von Kindel und Baha vergebene Preis. Er wurde mit Unterstützung des Friedens-Nobelpreisträgers Michail Gorbatschow ins Leben gerufen. Zeitgleich wurde die Initiative Men Against Violence gegründet.
Der World Award wurde von den Veranstaltern an Männer verliehen, die sich für Werte wie Freiheit, Toleranz und Frieden einsetzen und in ihrem eigenen Metier Bedeutendes geleistet hatten. 2004 lösten die Women’s World Awards die bis dahin nur an Männer vergebenen World Awards ab.

### Preisträger
- 2000 in der Wiener Hofburg
  - Men of the Year: Bill Leeson & David Wilson (WAR child)
  - World Achievement Award: Maximilian Schell
  - World Health Award: Prof. Christiaan Barnard
  - World Social Award: José Carreras 
  - World Tolerance Award: Simon Wiesenthal

- 2001
  - Men of the Year: New York Firefighters
  - World Achievement Award: Hans-Dietrich Genscher
  - World Health Award: Prof. Robert Charles Gallo
  - World Social Award: Luciano Pavarotti
  - World Tolerance Award: Steven Spielberg
  - World Actor Award: Alain Delon
  - World Artist Award: Sir Paul McCartney
  - World Business Award: Sir Richard Branson (Virgin)
  - World Entertainment Award: Günther Jauch
  - World Future Award: Prof. Anton Zeilinger
  - World Media Award: Ted Turner (CNN)

- 2002 in Wien
  - Man of the Year: Rainer Heise
  - World Achievement Award: Roman Polański
  - World Health Award: J. Craig Venter
  - World Social Award: Karlheinz Böhm
  - World Tolerance Award: Johannes Paul II.
  - World Actor Award: Jeremy Irons, Christopher Lee
  - World Artist Award: Michael Jackson, Herbert Grönemeyer
  - World Business Award: Bernie Ecclestone
  - World Entertainment Award: Thomas Gottschalk
  - World Future Award: Kurt Wüthrich
  - World Media Award: Kai Diekmann (Bild)

- 2003 am 22. Oktober in der Musikhalle Hamburg
  - Men of the Year: Ärzte im Irak
  - World Achievement Award: Plácido Domingo
  - World Social Award: Yusuf Islam (Cat Stevens)
  - World Tolerance Award: Lech Wałęsa
  - World Actor Award: Michael Douglas
  - World Artist Award: Morgan Freeman
  - World Arts Award: Pet Shop Boys
  - World Business Award: Heinrich von Pierer (Siemens)
  - World Connection Award: Jan Ullrich
  - World Entertainment Award: Siegfried und Roy
  - World Fashion Award: Karl Lagerfeld
  - World Future Award: Dietrich Grönemeyer
  - World Media Award: Larry King (CNN)
  - Livetime Achievement Award: Christopher Reeve
  - World Artist Award for Lifetime Achievement Award: Bee Gees

## Women’s World Award

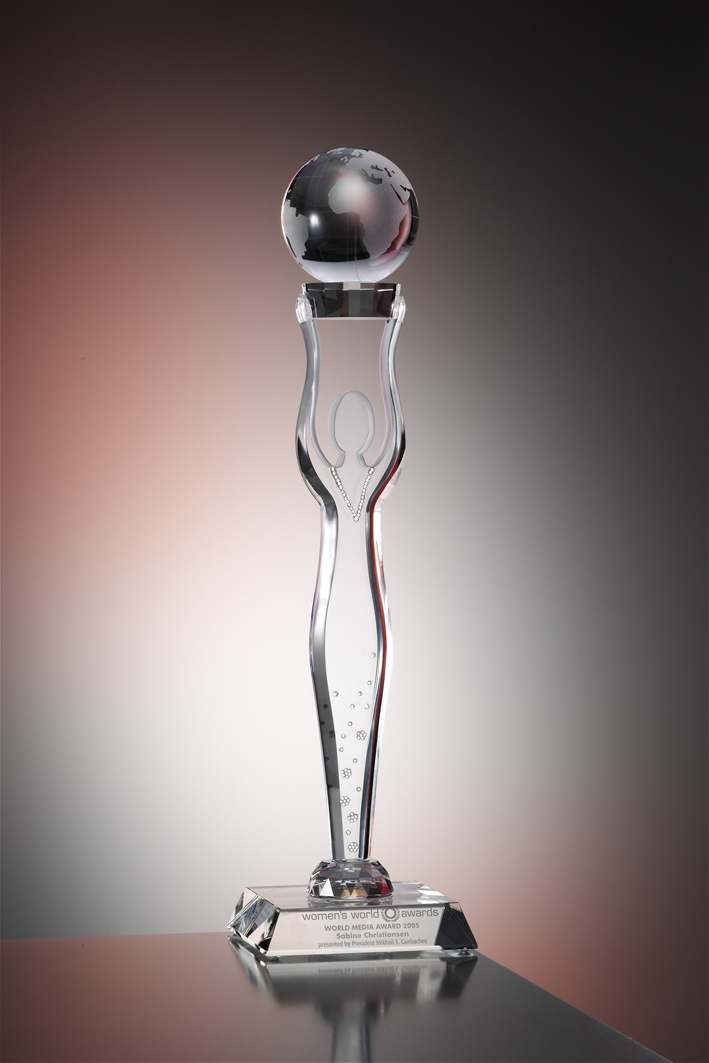
Women’s World Awards Pokal

### Geschichte
Die Women’s World Awards wurden 2004 initiiert. Die Schaffung dieses Preises für Frauen folgte den seit dem Jahr 2000 vergebenen World Awards für Männer.
Geehrt werden sollten damit Frauen, die sich für Gleichberechtigung, Selbstbestimmung, Freiheit und soziale Gerechtigkeit einsetzen und, jede in ihrem Metier, Bedeutendes geleistet und Vorbildcharakter hatten.

### Verleihung
Die Vergabe der Women’s World Awards erfolgte im Rahmen von Galaveranstaltungen,
die für das Fernsehen aufgezeichnet und international vermarktet wurden. Laut Angaben der Veranstalter Kindel und Baha erreichten die Women’s World Awards weltweit je Veranstaltung rund 500 Millionen Menschen via TV, Printmedien, Radio und Internet. Die Verleihung im Jahr 2006 in New York City wurde von „The Grammy Awards“-Produzent John Cossette für das Fernsehen umgesetzt. Rund 500 Journalisten aus aller Welt, darunter 26 TV-Teams, berichteten vor Ort von der Veranstaltung. Im Rahmenprogramm traten Stevie Wonder, Chaka Khan und Il Divo auf, zu den Präsentatoren gehörten Oscar-Preisträger Forest Whitaker, Kyle MacLachlan und Christopher Lee; Teri Hatcher war Co-Host der Show.

### Preisträgerinnen
2004 am 9. Juni in Hamburg
- World Artist Award for Lifetime Achievement: Whitney Houston und Dionne Warwick
- World Artist Award: Nena
- World Actress Award: Diane Kruger
- World Arts Award: Cher
- World Achievement Award: Bianca Jagger
- World Business Award: Katarina Witt
- World Charity Award: Ute-Henriette Ohoven
- World Entertainment Award: Oprah Winfrey
- World Fashion Award: Vivienne Westwood
- World Fashion Icon Award: Naomi Campbell
- World Media Award: Christiane Amanpour
- World Social Award: Waris Dirie
- World Style Award: Nadja Auermann
- World Tolerance Award: Iris Berben
- World Connection Award: Walentina Wladimirowna Tereschkowa
- Women of the Year: Agnes Wessalowski als Vertreterin der Sportler der Special Olympics

2005 am 29. November in Leipzig
- World Artist Award for Lifetime Achievement: Catherine Deneuve
- World Actress Award: Teri Hatcher
- World Artist Award: Lisa Stansfield
- World Achievement Award: Alison Lapper
- World Fashion Award: Donatella Versace
- World Fashion Icon Award: Linda Evangelista
- World Media Award: Sabine Christiansen
- World Social Award: Sarah, Herzogin von York
- World Tolerance Award: Benazir Bhutto
- Women of the Year: Die Mütter der SOS-Kinderdörfer

2006 am 14. Oktober in New York City
- World Lifetime Achievement Award: Susan Sarandon
- World Charity Award: Sharon Stone
- World Social Award: Lucy Liu
- World Tolerance Award: Königin Noor von Jordanien
- World Artist Award: Mary J. Blige
- World Entertainment Award: Whoopi Goldberg
- World Style Award: Claudia Schiffer
- World Achievement Award: Shana Dale
- World Athlete Award: Billie Jean King
- World Business Award: Miky Lee
- World Hope Award: Stella Deetjen
- Woman of the Year: Robin Herbert

2008
- Woman of the Year: Íngrid Betancourt

2009 am 5. März in Wien
- World Achievement Award: Betty Williams
- World Actress Award: Monica Bellucci
- World Artist Award: Anastacia
- World Business Award: Marilyn Carlson Nelson
- World Career Award: Elle Macpherson
- World Entertainment Award: Kelly Clarkson
- World Fashion Award: Angela Missoni
- World Hope Award: Nojoud Ali
- World Lifetime Achievement Award: Marianne Faithfull
- World Social Award: Esther Mujawayo
- World Style Award: Bar Refaeli
- Benazir Bhutto World Tolerance Award: Claudia Cardinale

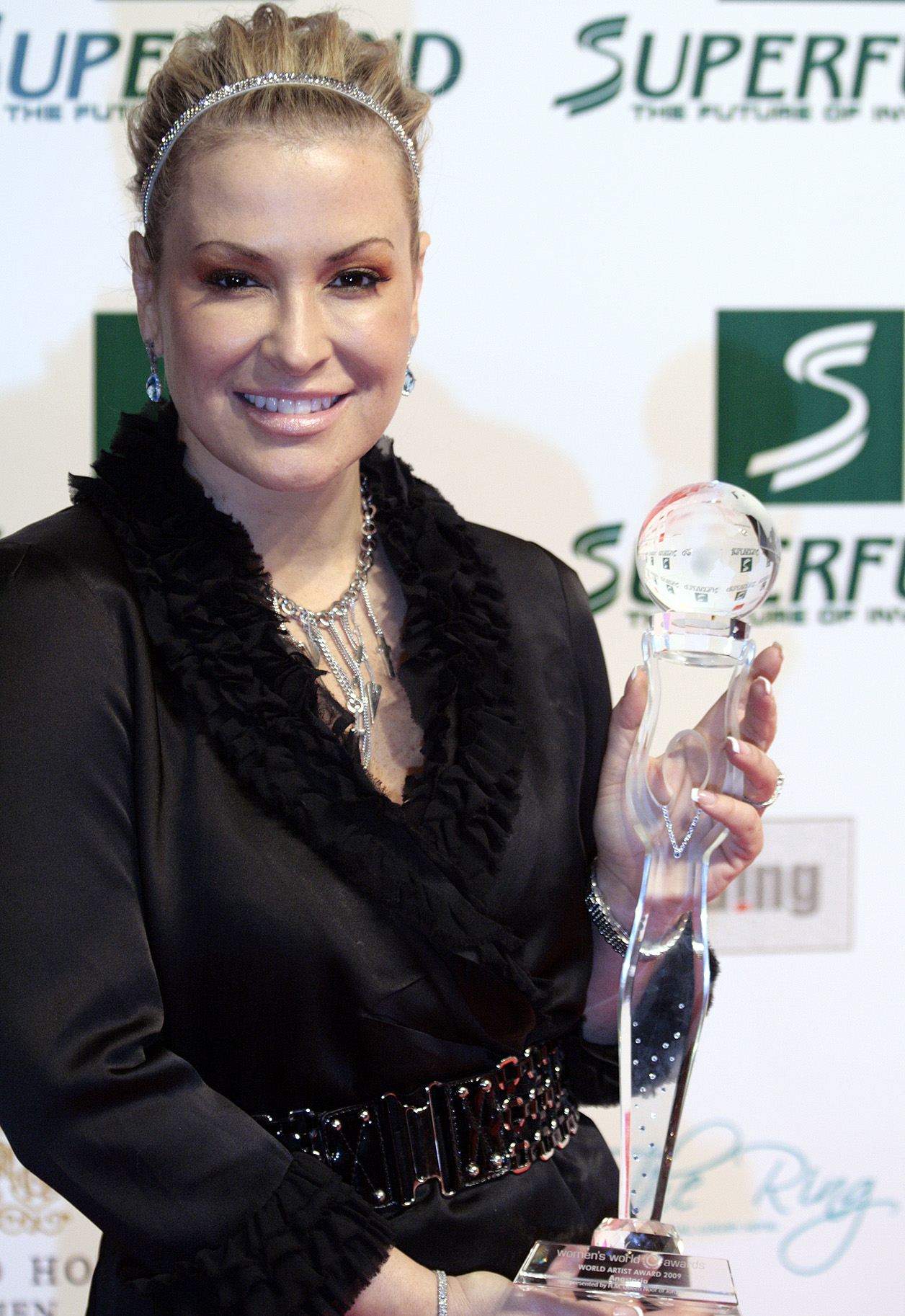
Anastacia, World Artist Award 2009
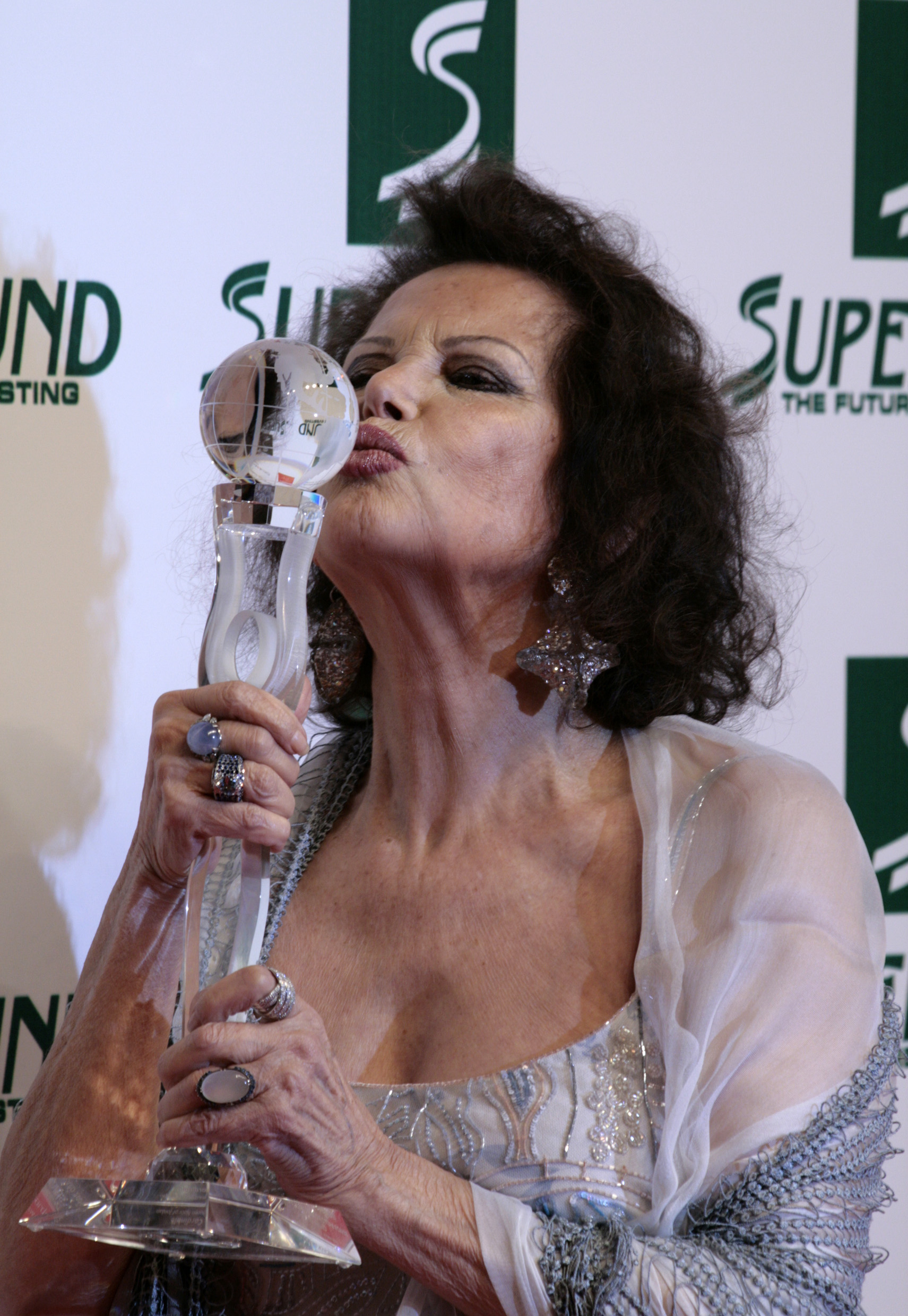
Claudia Cardinale, Benazir Bhutto World Tolerance Award 2009
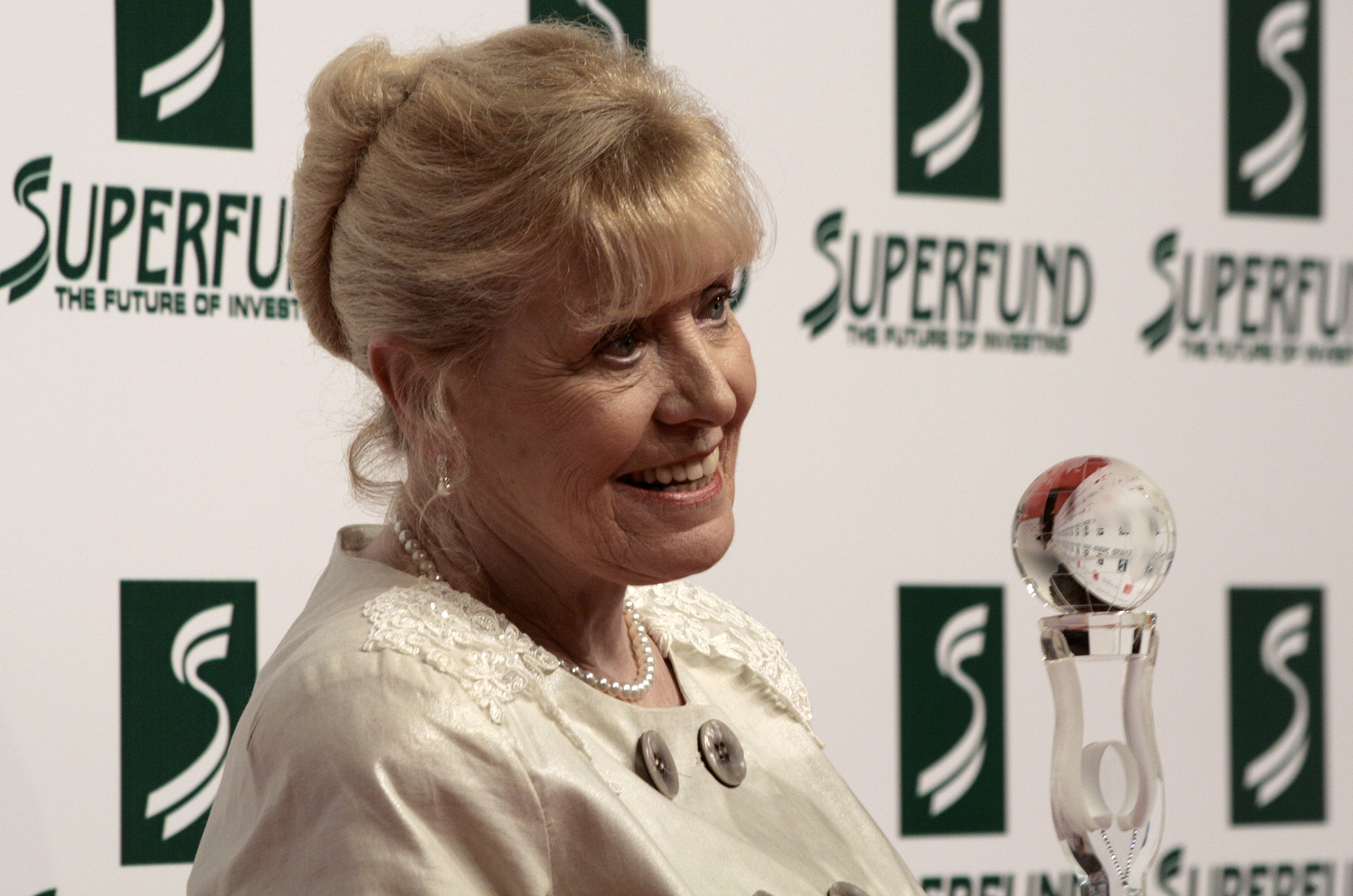
Betty Williams, World Achievement Award 2009
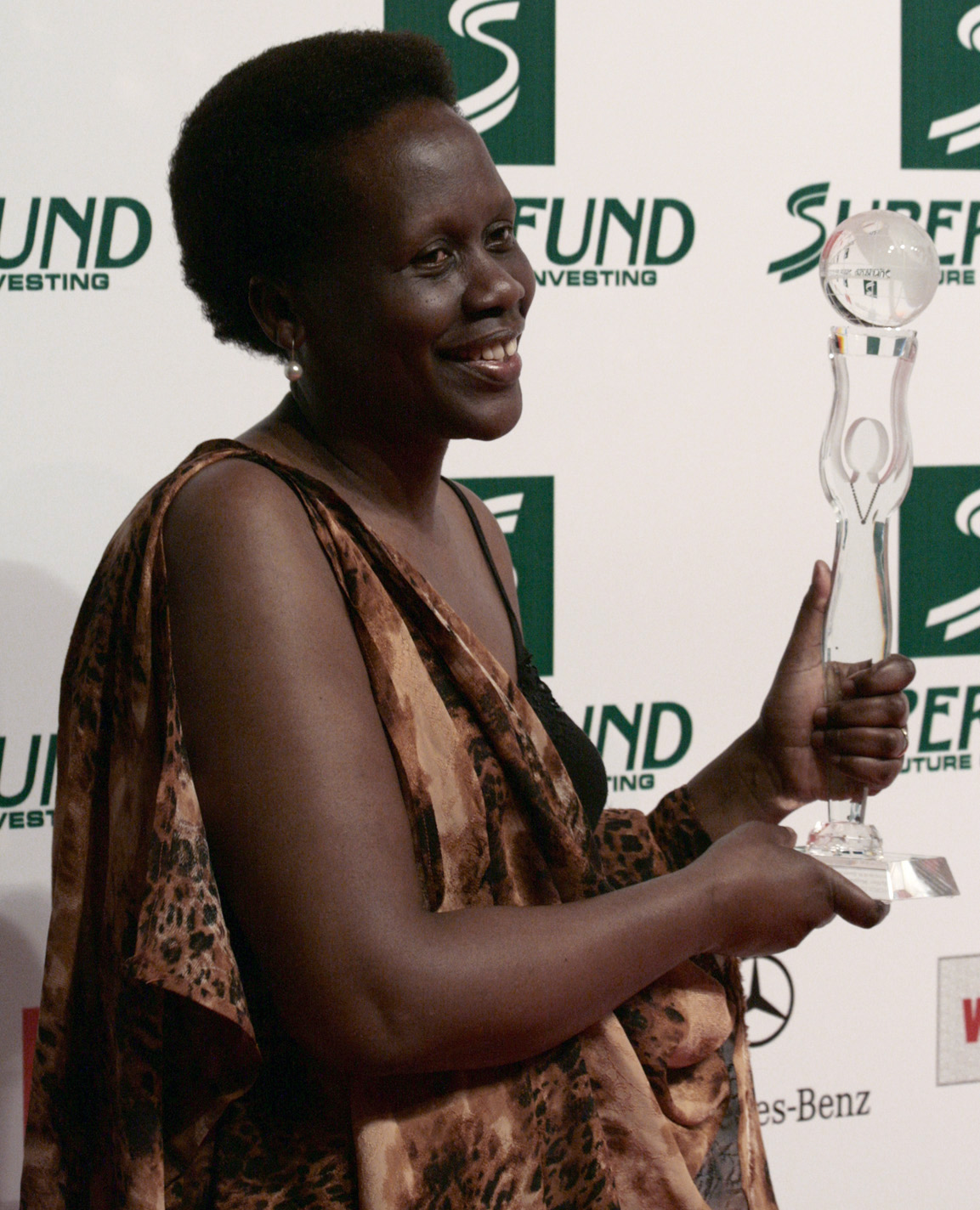
Esther Mujawayo, World Social Award 2009
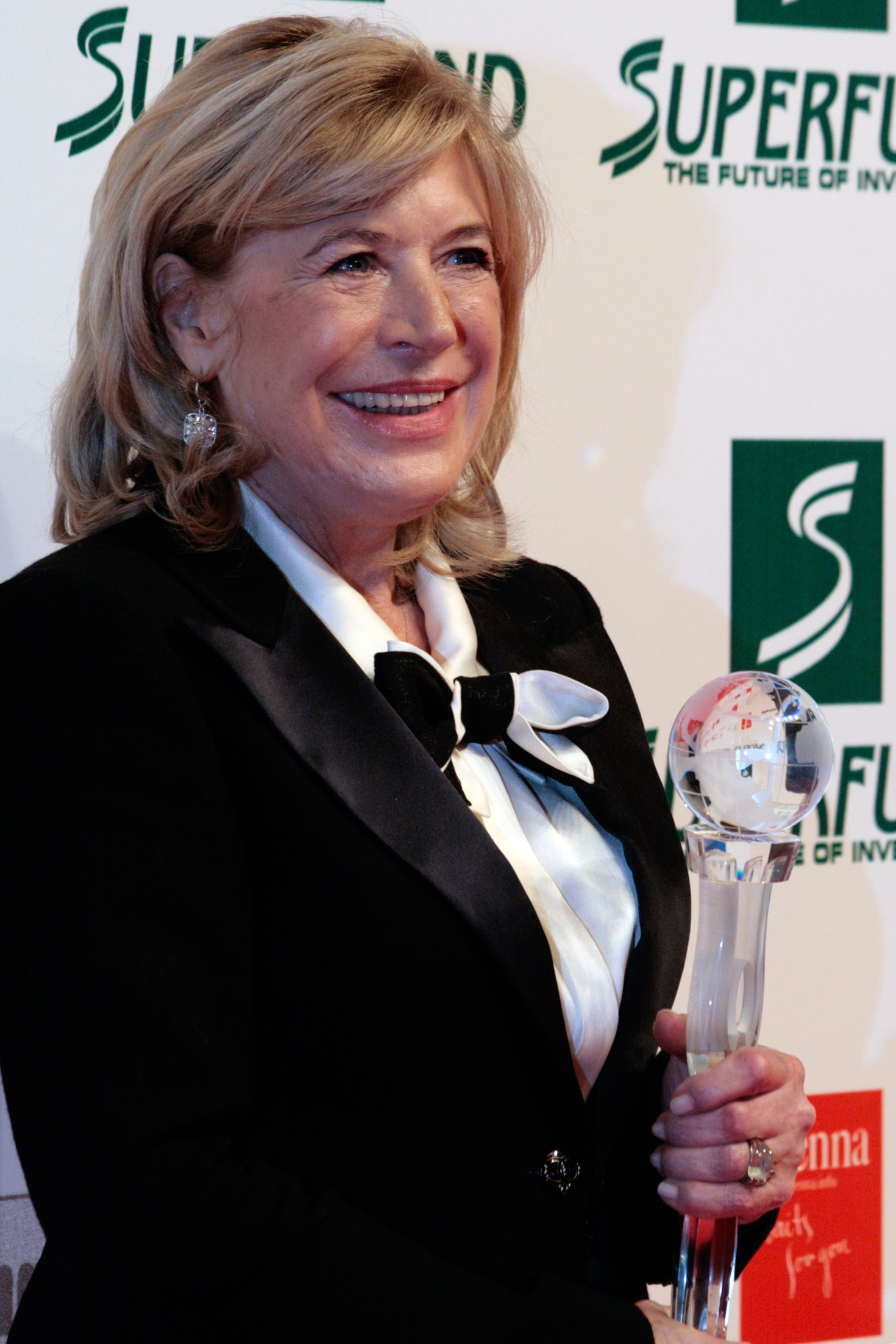
Marianne Faithfull, World Lifetime Achievement Award 2009
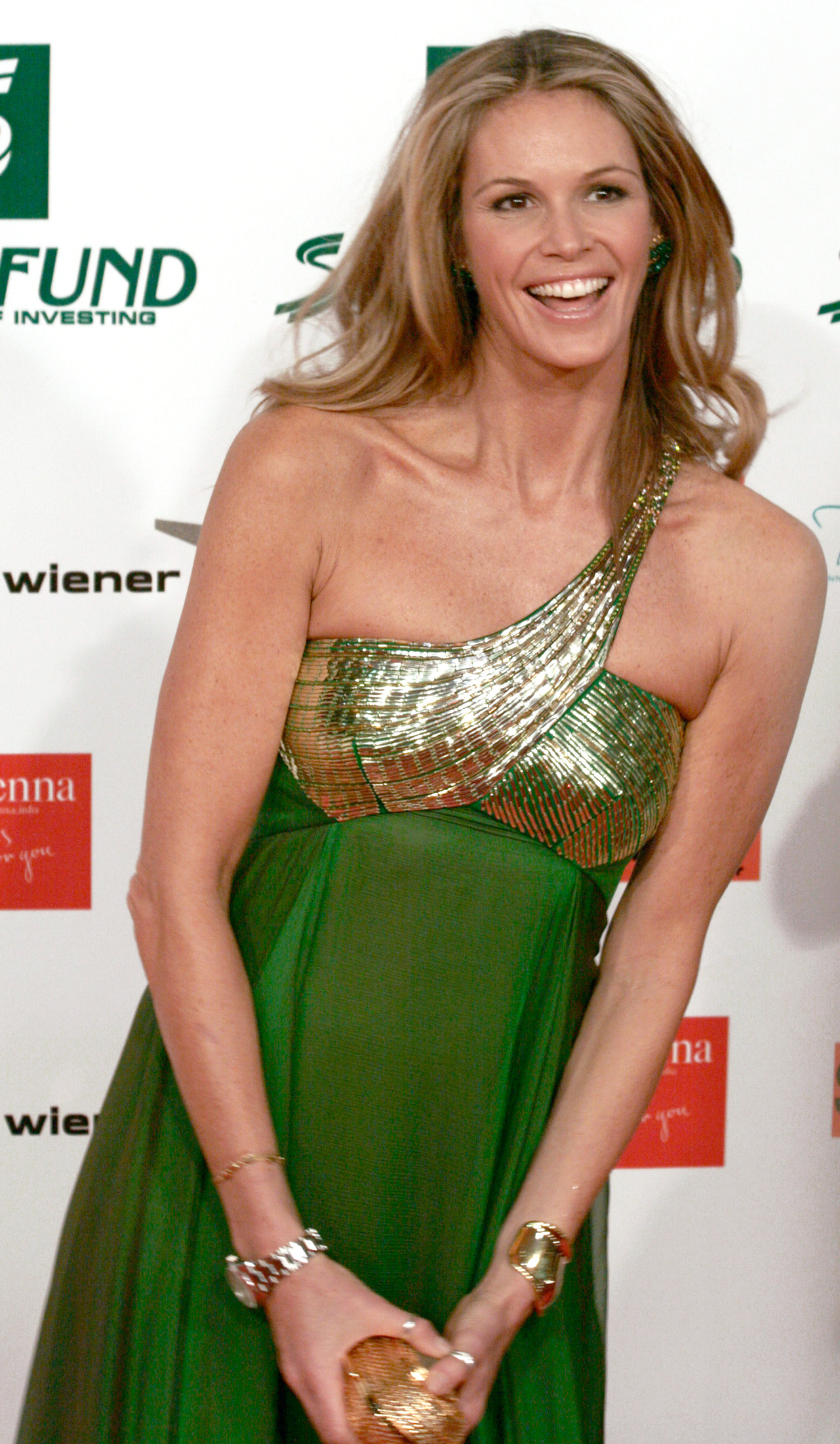
Elle Macpherson, World Career Award 2009

## Save the World Award

### Geschichte
Vor dem Save the World Award hatten Kindel und Baha bereits den World Award und den Women's World Award geschaffen. Den Organisatoren zufolge sollten durch die Verleihung des Save the World Award Personen und NGOs ausgezeichnet und deren Wirken vorgestellt werden, sodass die Galaveranstaltung zur Verleihung des Save the World Award auch zur Sammlung von Spenden für ihre Finanzierung dienen konnte.
Mit dem Preis sollten Personen und Gesellschaften geehrt werden, die sich für folgende Themen einsetzten: Klimaschutz, Armutsbekämpfung, Wasserschutz, Toleranz, Energiesicherheit, Frieden und Sicherheit, Gesundheit, Demokratie und Menschenwürde, Ernährung, Bildung, Reinhaltung und Artenschutz.

### Verleihung

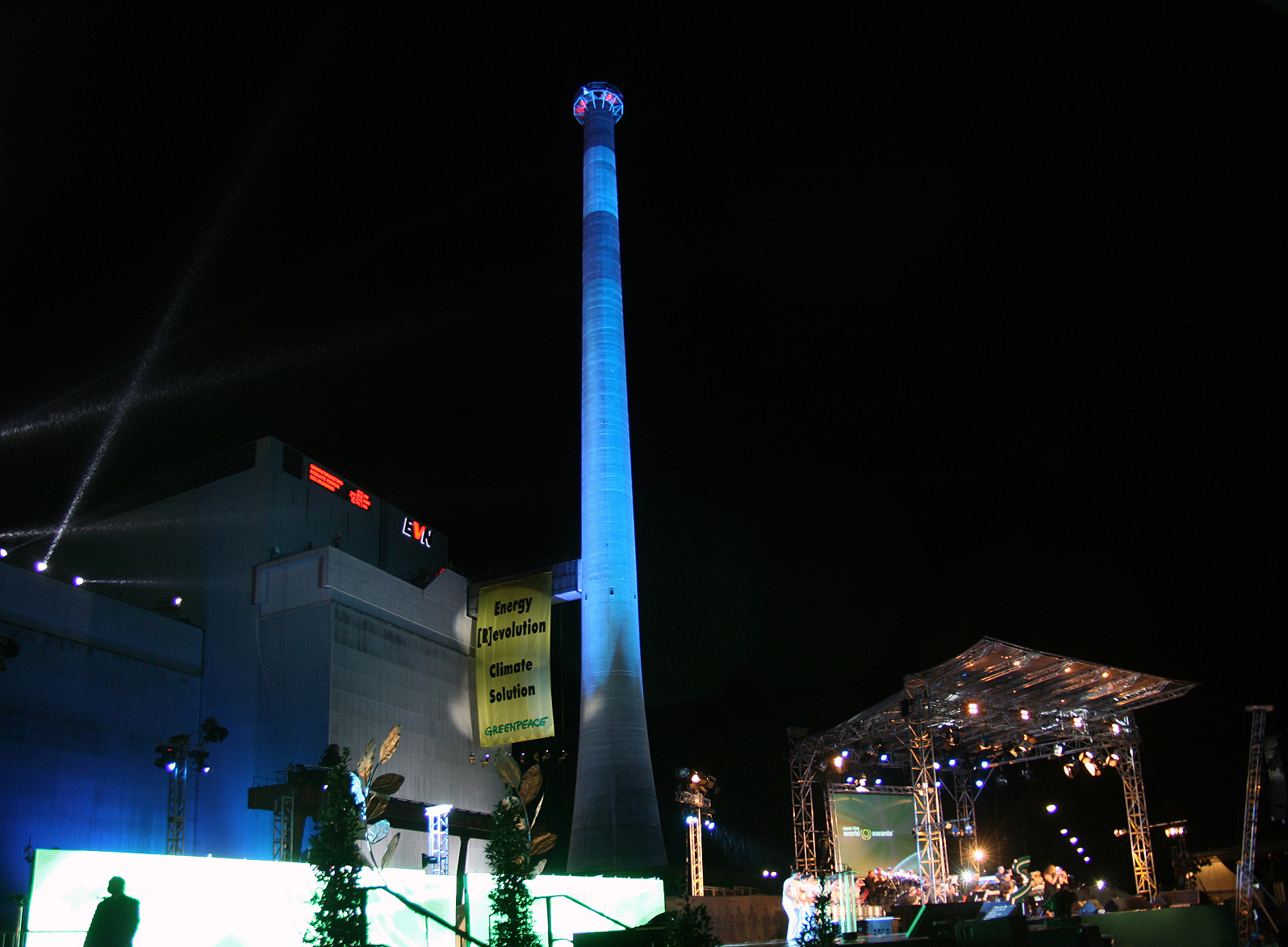
Das Kernkraftwerk Zwentendorf während der Preisverleihung 2009

Die einzige Verleihung des Save the World Award erfolgte am 24. Juli 2009 vor dem nicht in Betrieb gegangenen Kernkraftwerk Zwentendorf in Niederösterreich. Auch diese Vergabe erfolgte im Rahmen einer aufwendig gestalteten Open-Air-Galaveranstaltung, die für das Fernsehen aufgezeichnet und international vermarktet wurde. Moderiert wurde die Veranstaltung von der Schauspielerin Andie MacDowell, unter den Gästen aus Politik und Kultur waren unter anderem der Landeshauptmann von Niederösterreich Erwin Pröll sowie Repräsentanten von EVN, Wien Holding und Verbundgesellschaft.
Zeitgleich zur Preisverleihung fand auf Schloss Grafenegg ein Weltkongress Defining Our Future – Visions For A Sustainable World statt.

### Preisträger
- Karlheinz Böhm erhielt den Award für sein Lebenswerk, die Aktion Menschen für Menschen
- Greenpeace, entgegengenommen von Thomas Henningsen, Leiter der Klimaprojekte der Organisation
- Michael Jackson (posthum), entgegengenommen von Jermaine Jackson
- Internationales Grünes Kreuz, entgegengenommen von Alexander Likhotal, Präsident des Internationalen Grünen Kreuzes
- SOS-Kinderdorf, entgegengenommen von Helmut Kutin, dem Präsidenten von SOS-Kinderdorf
- Vandana Shiva, indische Physikerin und Umweltaktivistin
- Freda Meissner-Blau, für ihr umweltpolitisches Engagement, das mit zur Nichtinbetriebnahme des AKW Zwentendorf beitrug
- Carl Lewis, amerikanischer Sportler, für die von ihm initiierte Carl Lewis Foundation für Kinder in Not
- Renée Ernst, für den Millennium-Gipfel

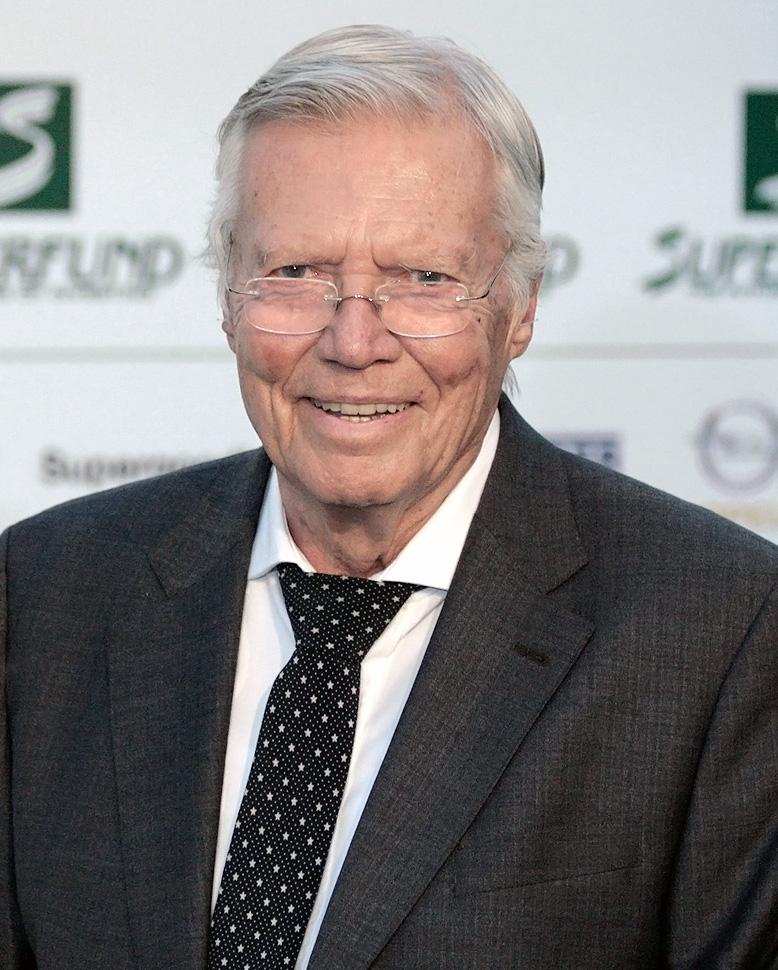
Karlheinz Böhm für Menschen für Menschen
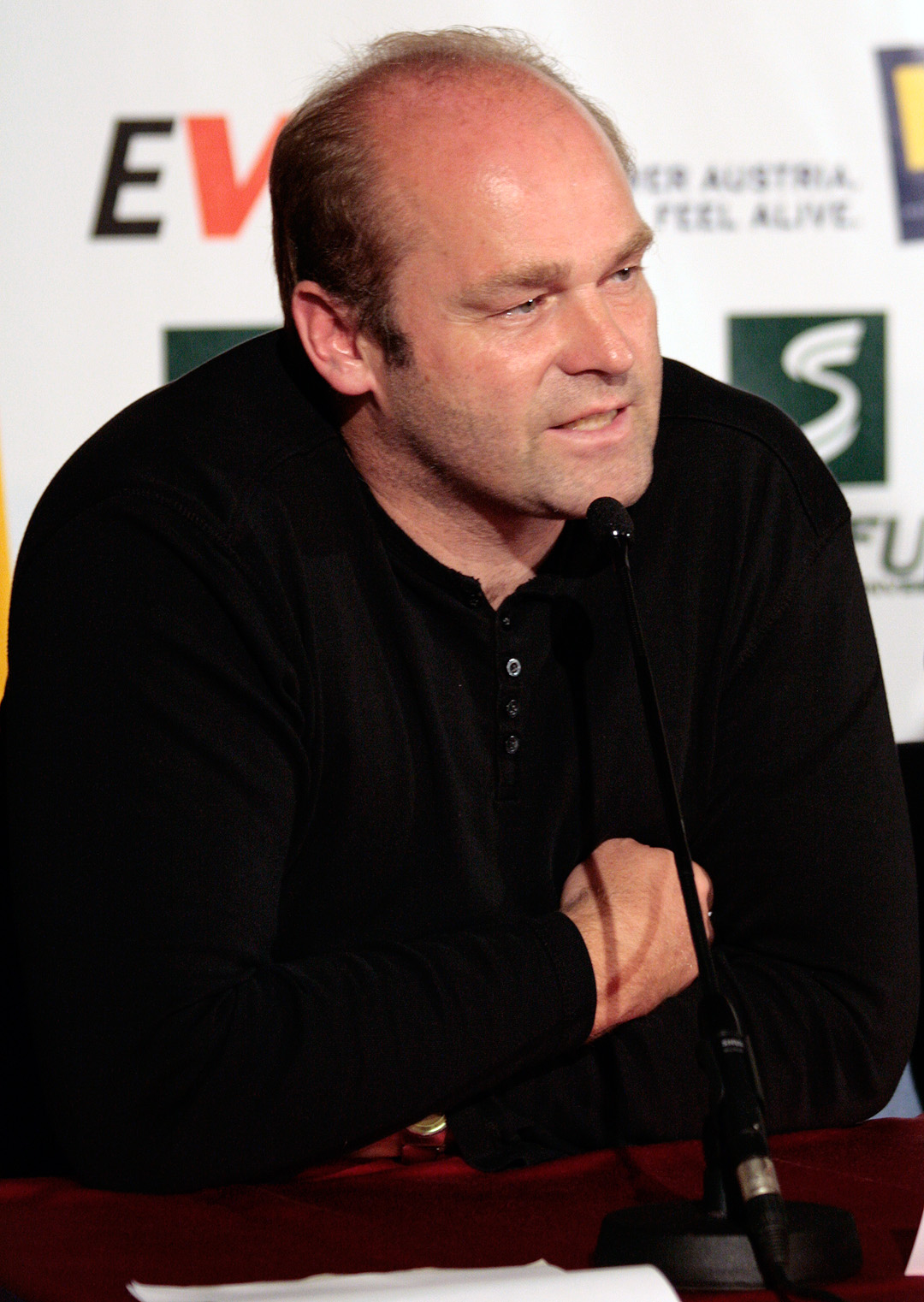
Thomas Henningsen für Greenpeace
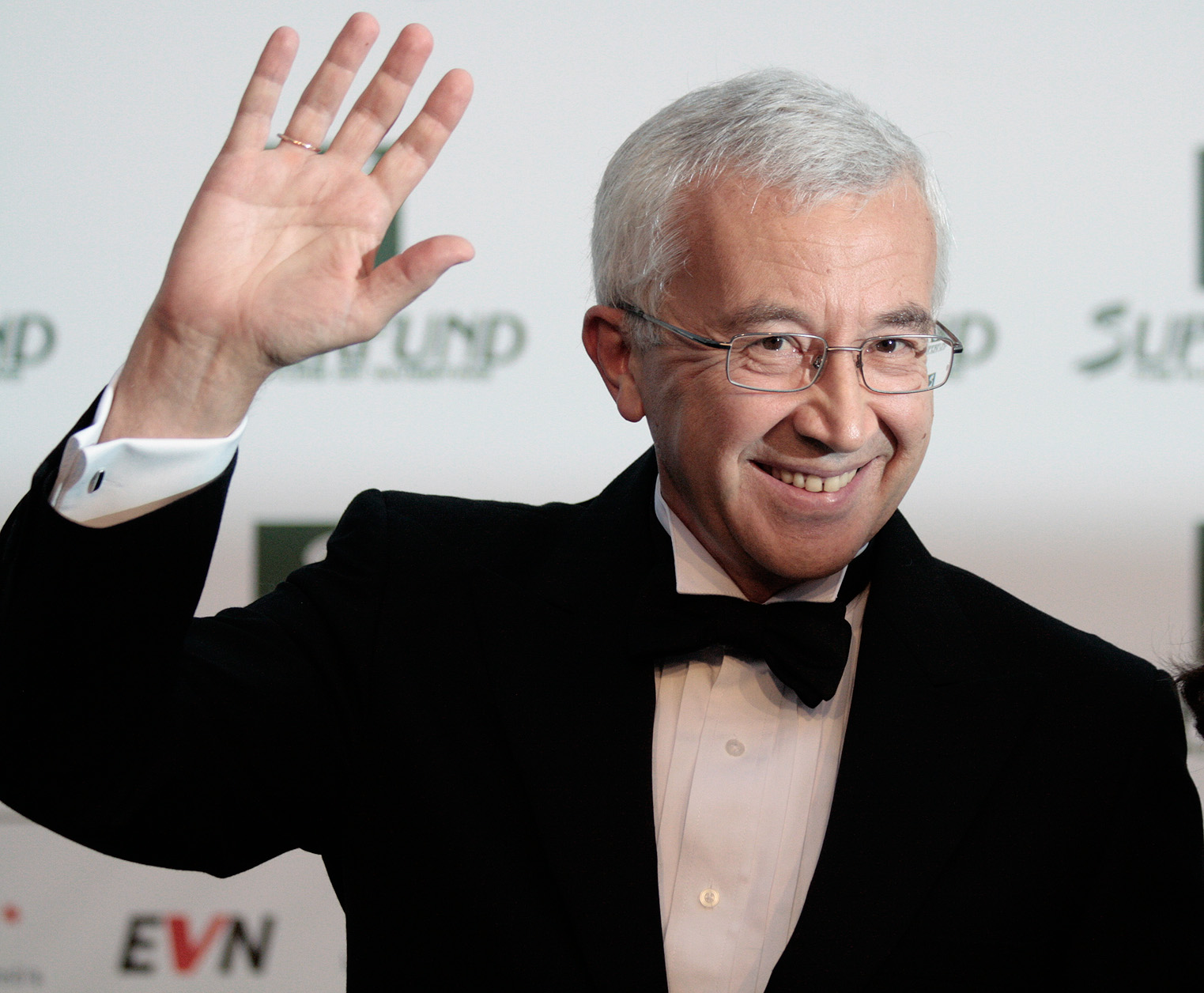
Alexander Likhotal für das Internationale Grüne Kreuz
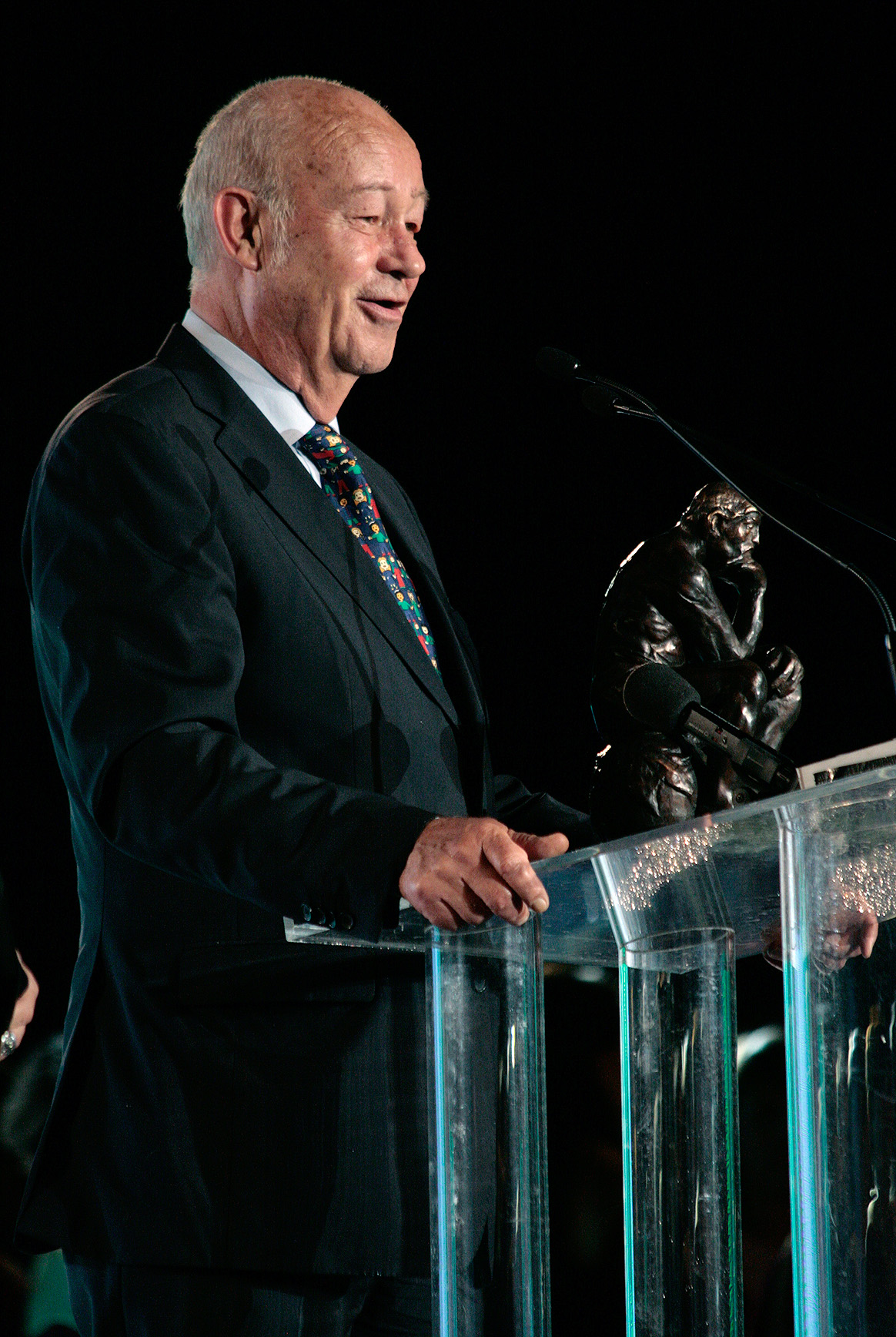
Helmut Kutin für SOS-Kinderdorf
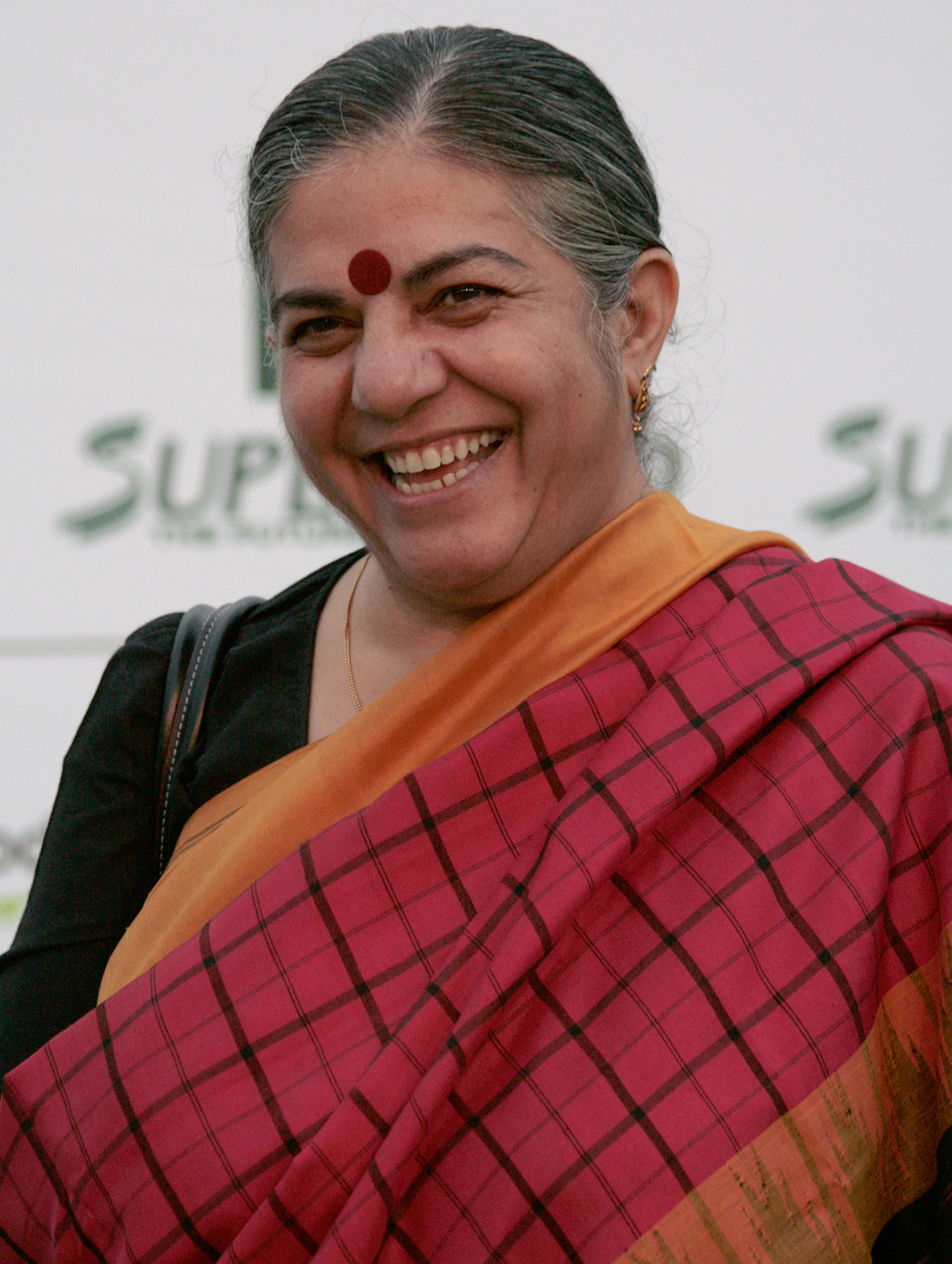
Vandana Shiva
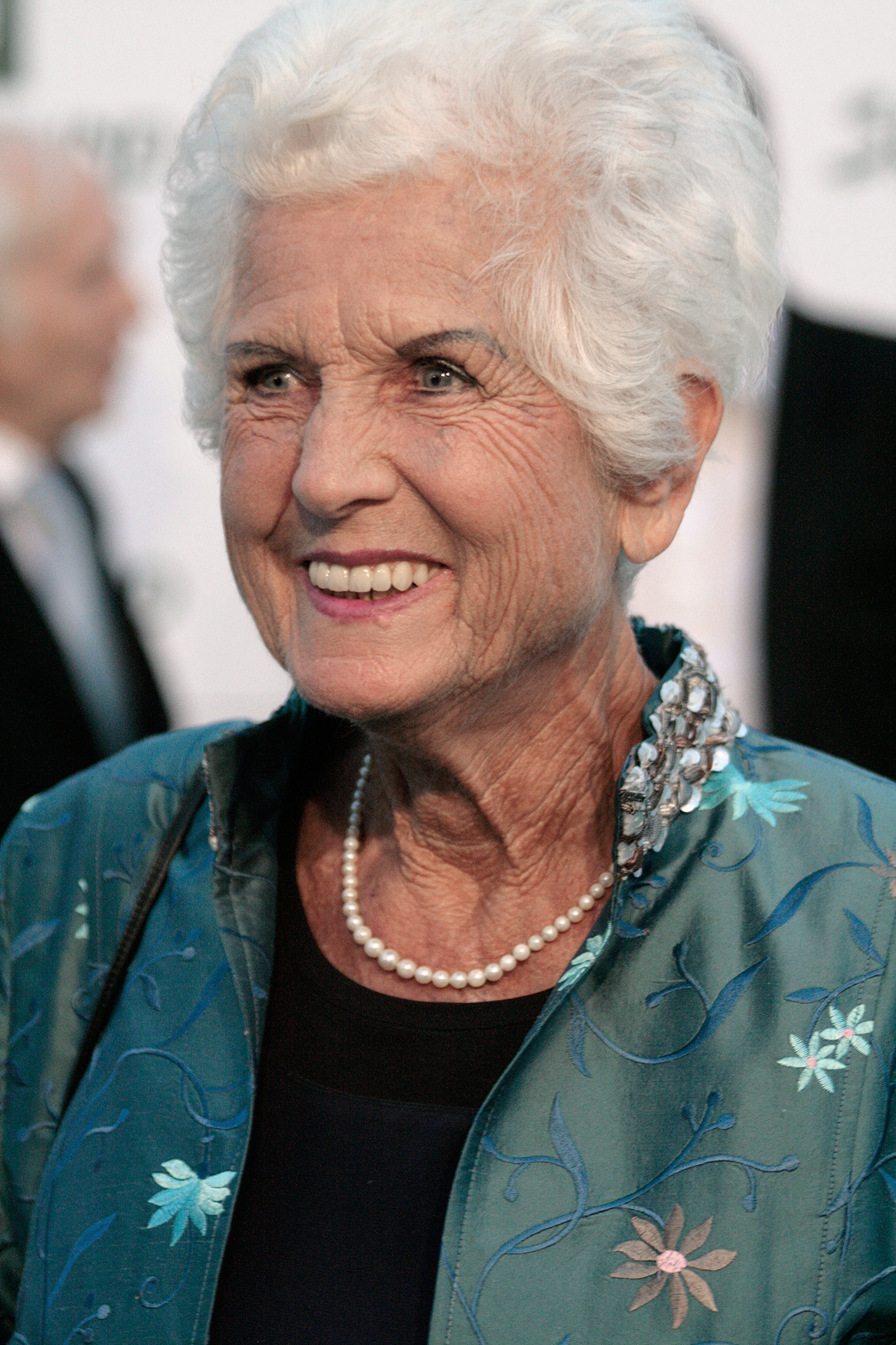
Freda Meissner-Blau
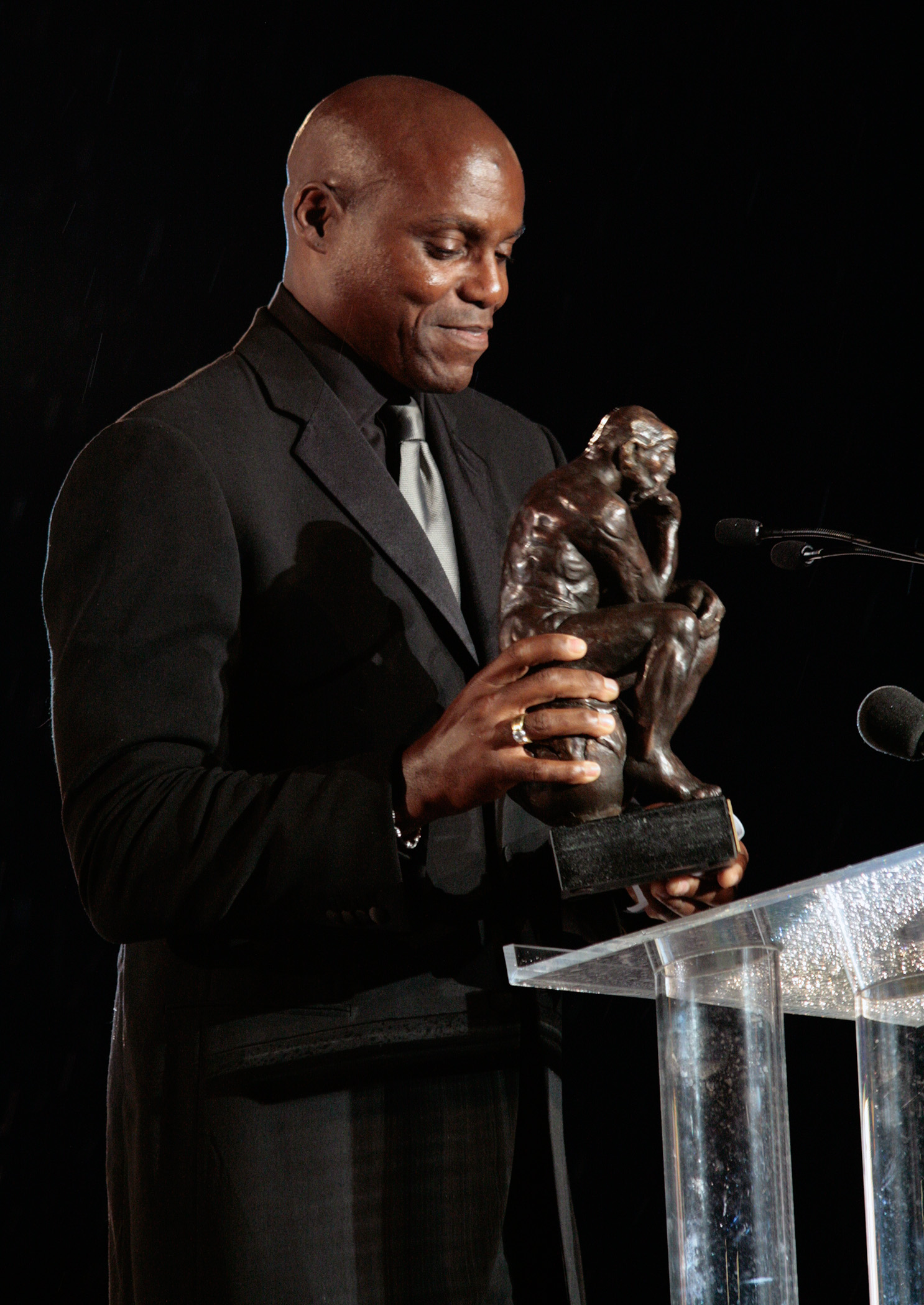
Carl Lewis für die Carl Lewis Foundation
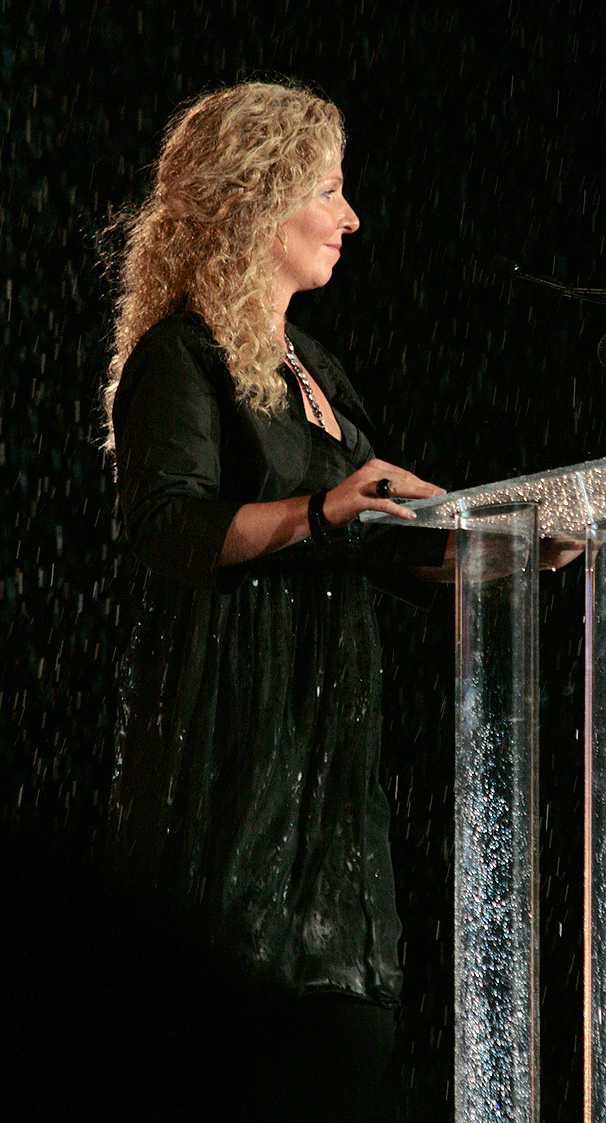
Renée Ernst, Repräsentantin der UN-Millenniumkampagne

## Kritik
In die Kritik gerieten Kindel und Baha insbesondere 2009, als der Save the World Award vergeben wurde. Da die Galaveranstaltung in Zwentendorf mit auffallend vielen prominenten internationalen Gästen besetzt war, es nach 2009 aber nicht wieder zu einer Verleihung kam, geriet der Save the World Award rasch in den Ruf, eher den geschäftlichen Interessen der Veranstalter und Sponsoren gedient zu haben anstatt der von Kindel und Baha offiziell als Beweggründe für die Schaffung des Save the World Award genannten Motive. Veranstaltungsorganisation war die World Awards Media GmbH, deren Liquidation im November 2009 beschlossen wurde.